# トヨタ会館

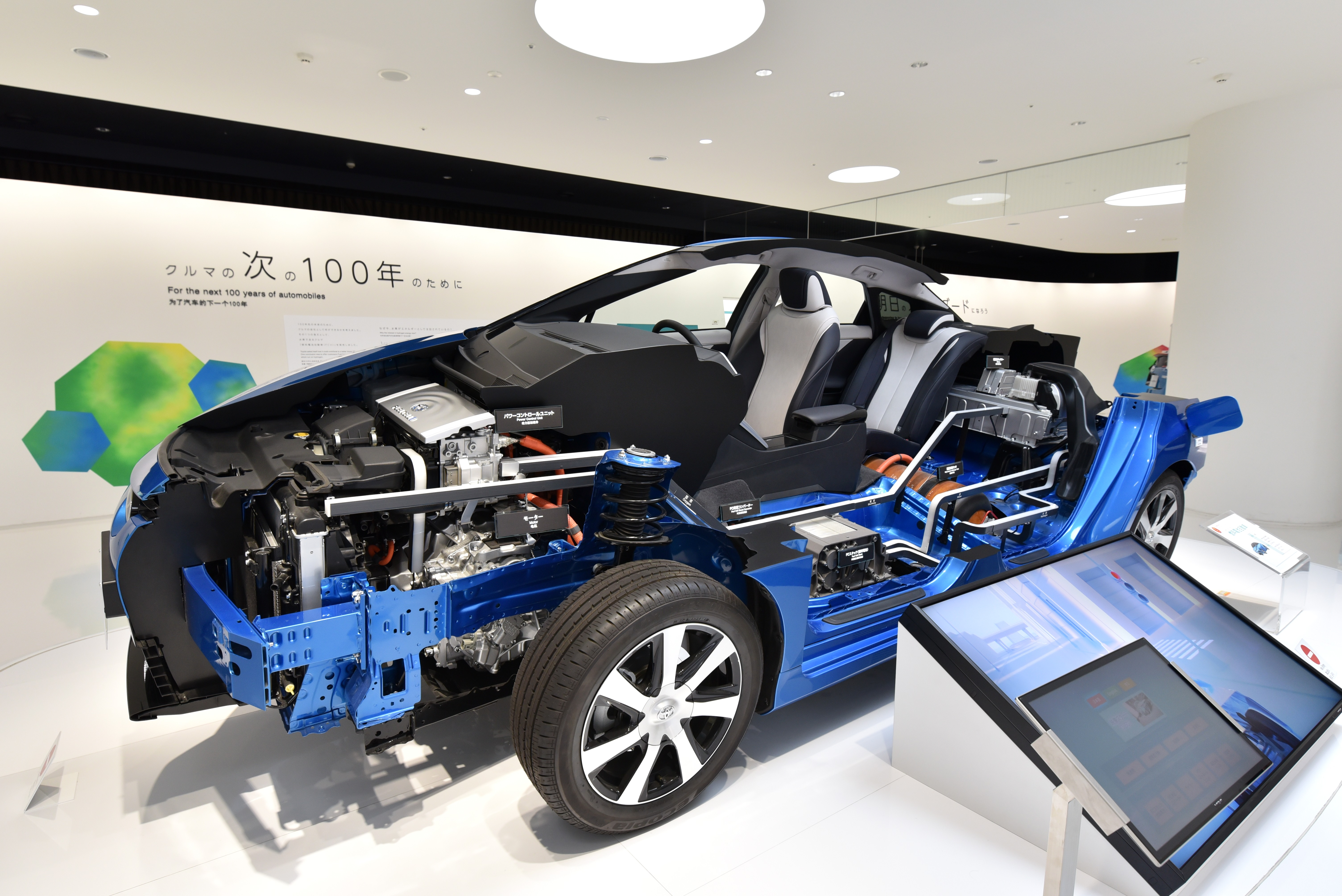
館内展示の様子

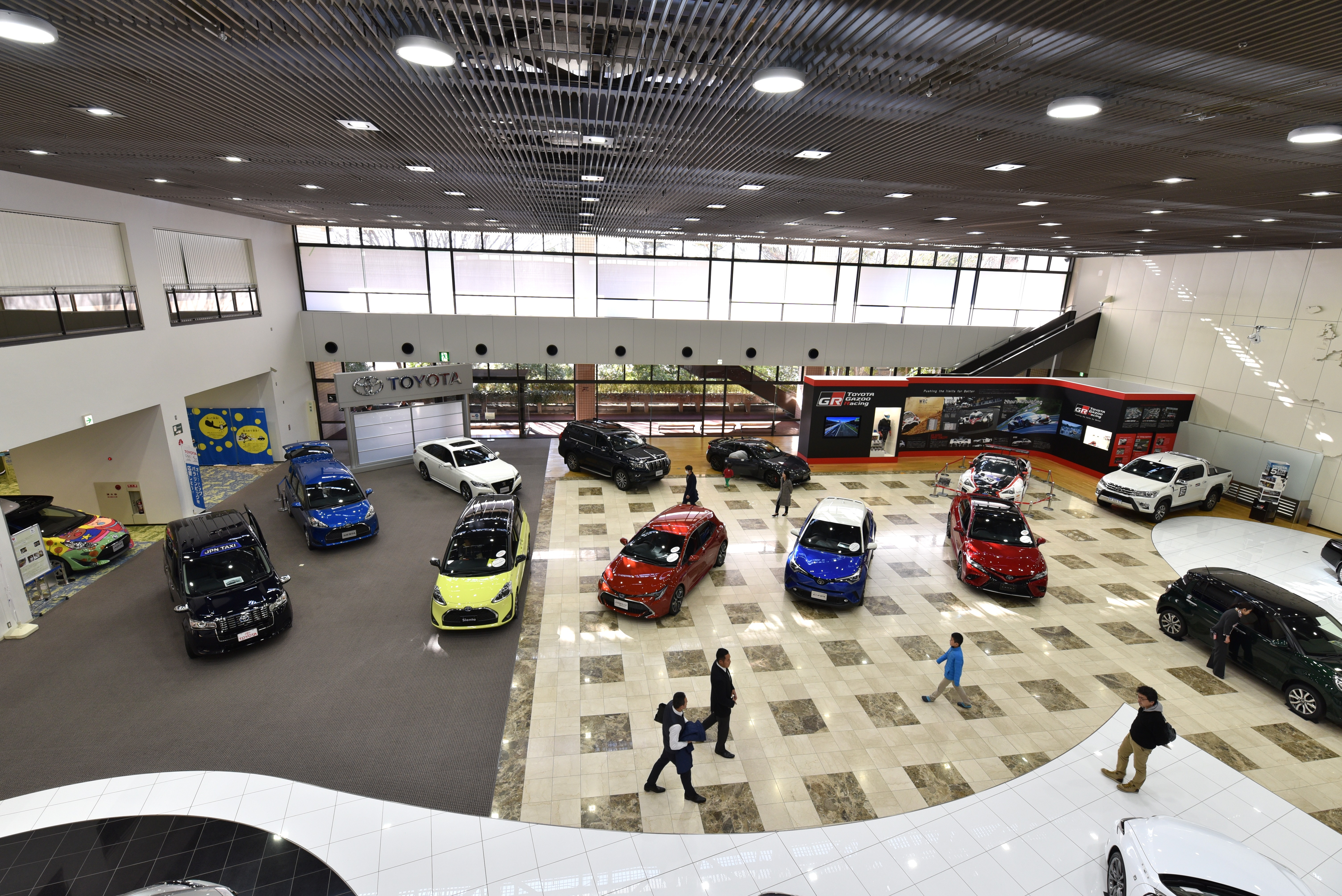
ショールーム

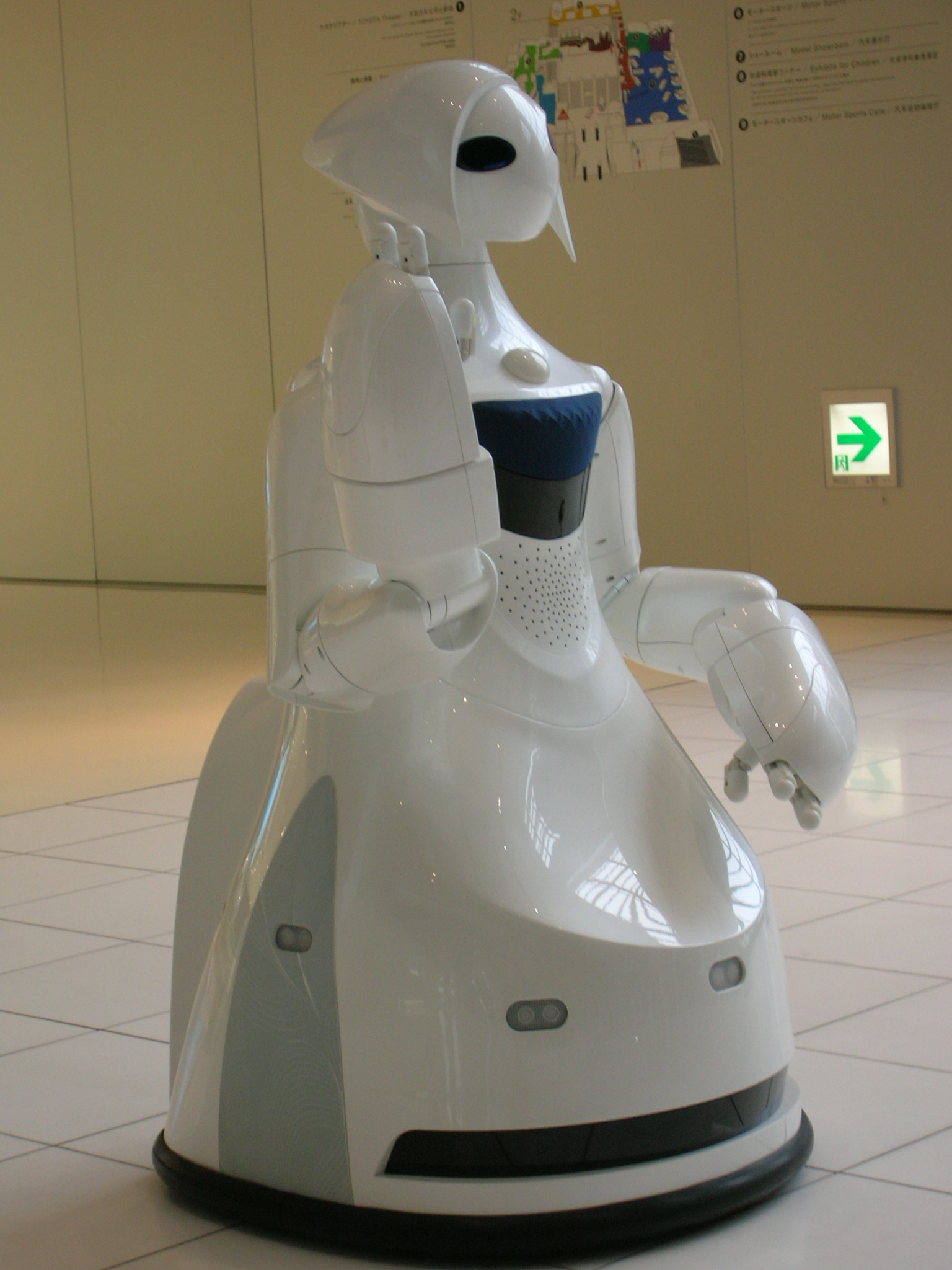
ロビーナ

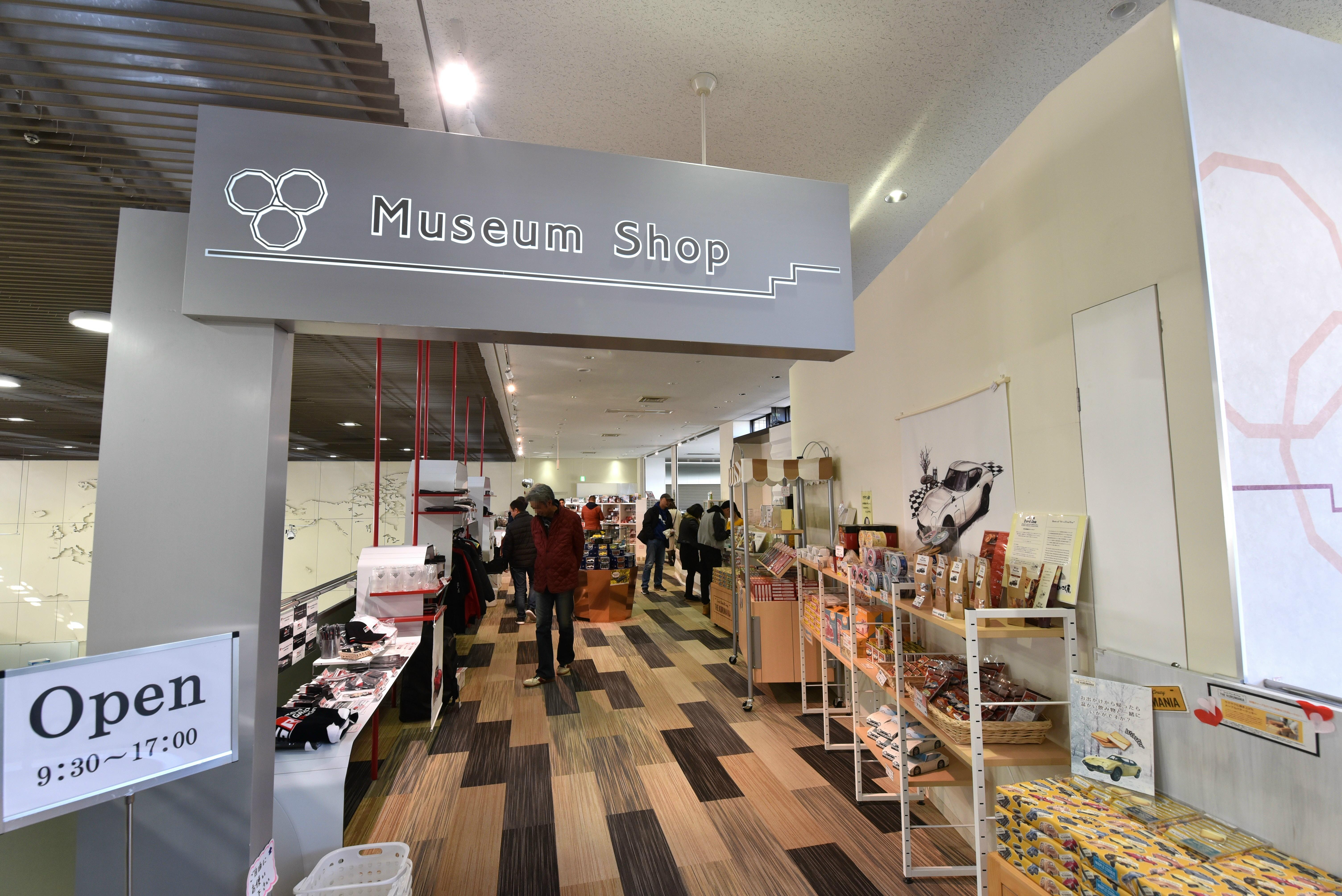
ミュージアムショップ

トヨタ会館（とよたかいかん）は愛知県豊田市トヨタ町1番地にあるトヨタ自動車の企業博物館。

## 概要
1977年（昭和52年）、トヨタのお膝元である豊田市に会社創立40周年を記念して設立された。従来はトヨタの「ものづくり」の考え方や自動車関連技術を紹介していたが、2005年（平成17年）にリニューアル。環境や安全など、21世紀を見据えた取り組みやビジョンと、最新の関連技術などを紹介する展示を行っている。

## 展示内容
エントランス
正面エントランスにはi-unitが展示されているほか、トヨタ・パートナーロボットのブースが常設されており、1日に数回のトランペット演奏が見られる。
環境と感動
ハイブリッドカーや燃料電池車に関するもの。
安全と自由
事故を防ぎ、被害を軽減する技術に関するもの。
品質と効率
トヨタ生産方式（ジャストインタイム）などに関するもの。
企業と社会
トヨタの社会的活動に関するもの。
モータースポーツ
モータースポーツ車両の展示など。
ショールーム
トヨタ・レクサスの最新モデル展示。

## 工場見学
トヨタの組立ラインの見学が出来る。小学校の社会見学などにも利用されているが、一般向けと学校向けでは内容が異なる。事前の予約が必要だがネット予約も可能。

## 施設利用詳細
- 開館時間：月〜土曜日、9：30〜17：00
- 休館日：日曜、年末年始、ゴールデンウィーク、工場夏期休暇
- 入館料：無料
- 展示・映像言語：日本語・英語・中国語（工場見学は日本語、英語のみ）
- 駐車場：無料（乗用車：840台、バス：21台）

## アクセス
自家用車
- 東名高速道路・豊田ICから約15分。
- 伊勢湾岸自動車道・豊田東ICから約10分。

公共交通機関
- 名鉄豊田線・三河線 豊田市駅：名鉄バス「トヨタ記念病院」行 「トヨタ本社前」バス停下車、バス所要時間は約20分。
- 名鉄三河線 土橋駅：おいでんバス「トヨタ記念病院」行「トヨタ会館」バス停下車、バス所要時間は約15分。
- 愛知環状鉄道・愛知環状鉄道線 三河豊田駅：名鉄バス「トヨタ記念病院」行「トヨタ本社前」バス停下車、バス所要時間は約5分、または徒歩で約25分。
- 中部国際空港：名鉄バス「豊田市」行「トヨタ本社前」バス停下車、バス所要時間は約50分。